# Il cuore e il danaro
Il cuore e il danaro è un cortometraggio muto del 1908 diretto da Mario Caserini.

## Distribuzione
- Francia: dicembre 1908, come "Le coeur et l'argent"
- Italia: 1908